# Гелон (село)
Гелон (узб. Gelón) — село в Шахрисабзькому районі Кашкадар'їнської області Узбекистану.
Село засноване в 1305 році. Жителі села й досі зберігають давні звичаї та побут, своєї культури. Ще до середини 2018 року іноземні туристи не могли відвідувати село через особливий прикордонний режим.

## Географія
Гелон розташований на півдні Узбекистану, в басейні річки Кашкадар'я, на західному схилі Паміро-Алайських гір.
Район розташований на кордоні Узбекистану і Таджикистану, в 80 кілометрах від Шахрісабза. Село з усіх боків оточене високими горами, що на сході досягають висоти понад 4000 метрів. Це одне з найвищих гірських сіл в Узбекистані. Сюди непросто дістатися важкою, але мальовничою гірською дорогою з численними серпантинами..

## Клімат
Клімат континентальний, посушливий, місцями субтропічний.

## Населення
Населення села — 5834 особи (2019).
Етнічний склад: таджики - 5831 чоловік, узбеки - 3 особи. (Станом на 12 грудня 2019 року)

## Цікавий факт
Гелон розташований на висоті 2600 метрів над рівнем моря. Поблизу села практично немає рівних і рівних земельних ділянок, де можна було б користуватися тракторами, і селяни змушені садити картопляні поля. До 40 градусів, майже вручну, за допомогою найпростішої оранки, прив’язаної парою волів чи ослів на крутих, гірських схилах. На крутих схилах і в долинах річок вирощують також фруктові сади.

Особливо пишаються жителі села розгалуженою зрошувальною мережею, що складається з десятків кілометрів штучних каналів, побудованих на схилах гір. Тут росте найпопулярніша гірська картопля Узбекистану. Особливо екзотичною є центральна частина села зі старовинними будинками та вузькими вуличками.
У Узбекистані немає іншого місця, де другий поверх будинку використовувався б для проживання, а перший — для худоби. Така ж архітектура використовується в гірських районах Тибету і Непалу. У селі туристи можуть поспілкуватися та познайомитися зі способом життя жителів, погуляти 1-3 дні мальовничою місцевістю, а також сусідніми селами Куль та Сарчашма.
Люди тут таджицького походження, за деякими прикметами Гелон – це історичне, стародавнє місце, в якому було багато битв. Тут поховані "Мазаорни", які боролися за ісламську релігію в Середній Азії. У Другу світову війну з села Гелон пішли на фронт понад 88 осіб, з яких прийшло лише пара. Поруч із селищем є ще кілька селищ міського типу - це Куль, Сарчашма, Шут, там також живуть таджики та узбеки.
Через гелон протікає річка Кашкадар’я або Гелон, яка йде по каналах до головного водосховища Шахрісабза. Є в селі й цікаві особистості, наприклад: місцеві артисти, музиканти, які активно беруть участь у різноманітних заходах, весіллях.

## Туризм
Поблизу села Гелон, на висоті 4080 метрів над рівнем моря, знаходиться священна «Гора Хазрет-Султан», куди приходять помолитися тисячі туристів. У селі також можна відвідати один з найвеличніших і багатих водоспадів Узбекистану, 40-метровий водоспад «Сувтушар», а також туристи можуть насолодитися мальовничими гірськими вершинами та відвідати кілька мечетей.

## Транспорт
У Гелоні є кілька туристичних автобусів, до 1989 року в Гелоні були відкриті рейси на гелікоптері, таксі з Шахрісабза. Наразі працюють лише туристичні автобуси чи стаціонарні таксі чи подібні міські таксі.

## COVID-19
До того часу пандемія відчувалася і в цьому високогірному селі, яке протягом сезону відвідувало багато туристів і розмістилося в кількох діючих тут гостьових будинках. Зрозуміло, що сім’ї, які отримують дохід від туризму, перебувають у скрутному становищі. Після оголошення карантину в Узбекистані на вхідному шлагбаумі встановили блокпост, який не пропускає сторонніх осіб. Таким чином, у селі не зареєстровано жодного випадку зараження.

### Очікуване життя
Наразі село є найдовговічним, в якому проживає 85-90 осіб, що є великою кількістю в порівнянні з іншими близькими до села людьми. Тут можна легко побачити людину старше 85 років, і він буде ознакою здоров’я і сили. Гірська частина робить свою справу, де люди, навіть дорослі, почуваються вільно, впевнено і добре.

## Політика
Політична ситуація в селі була складною, але смерть колишнього президента Іслама Карімова, туристичні зони в селі були закриті в країні, ця територія охоронялася СНД, після приходу нового президента введено нові правила. політики, дозволялося голосувати за старосту села, брати участь у політиці, займатися політичними справами.
З 2021 року розпочалися вибори на посаду сільського голови, на основних виборах переміг Джабборов Сафармурод Сатторович, отримав більше 80% голосів від жителів села.

## Освіта
У селі 2 школи, дитяче відділення 1-4 класів, дитяче відділення 5-11 класів. Після навчання в сільській місцевості дітям доводиться їхати на вищу освіту в місто, оскільки в селі немає державних університетів, коледжів чи подібних закладів.

## Місця, які варто побачити
Поруч із селом є популярна серед туристів гора «Хазраті Султан», а також «Хісоракське водосховище».